# Ch!pz
Ch!pz — нидерландская поп-группа, существовавшая в 2003—2011 годах и ориентировавшаяся прежде всего на подростковую аудиторию. Группа получила большую популярность в Нидерландах, во многом благодаря телеканалу Fox Kids, но слабо известна за границей. Первые два её альбома занимали 2-е место в нидерландском хит-параде, все синглы достигали Top-10, а четыре из них возглавляли хит-парад.

## Дискография

### Альбомы
- The Adventures of Ch!pz (2004)
- The World of Ch!pz (2005)
- Past: Present: Future (Part 1) (2006)
- Past: Present: Future (Part 2) (2006)
- The H!tz Collection (2007)
- CDX (Chipz Dance Xper!enz) (2008)

### Синглы
- Ch!pz in black (Who you gonna call) (2003)
- Cowboy (2003)
- Captain Hook (2004)
- 1001 Arabian Nights (2004)
- One, Two, Three! (2005)
- Carnival (2005)
- Gangstertown (2006)
- One day when I grow up (2006)
- Christmas time is here (2006)
- Studio 54 (2007)